# Поліаміни

Путресцин

Кадаверин

Спермідин

Спермін

Поліаміни — полімери, що містять в мономері (ланці макромолекули, що повторюється) первинні, вторинні, третинні або четвертинні аміногрупи. Термін «поліаміни» часто використовують також для позначення низькомолекулярних і олігомерних амінів, що містять в молекулі дві або більше аміногруп, наприклад поліетіленполіаміни. Відомі сітчасті, розгалужені і лінійні поліаміни.
Поліаміни можуть збільшувати проникність гемато-енцефалітичного бар'єру.
Також вони беруть участь у регулюванні старіння в органах рослин, і через це розглядаються як гормони рослин.

## Зовнішні посилання
- Поліаміни — Химик.ru(рос.)
- Поліаміни — Хімічна енциклопедія(рос.)